# Anastasha
Anastasha es una película de culto peruana de 1994, protagonizada por el transformista peruano Javier Temple. El guion y la dirección estuvo a cargo del cineasta peruano Antonio Fortunic. 

## Argumento
La película desarrolla un falso documental, formato desconocido en ese entonces, que narra la vida inventada y delirante del personaje travesti de Javier Temple: Anastasha, una actriz peruana imaginaria que alcanzó el estrellato mundial, con una vida de excesos y escándalos por su personalidad de diva. 

## Producción
La producción estuvo a cargo del escritor e investigador peruano Javier Ponce Gambirazio, Laura Batticati, y el drag queen Juan Carlos Ferrando.  

### Distribución e impacto

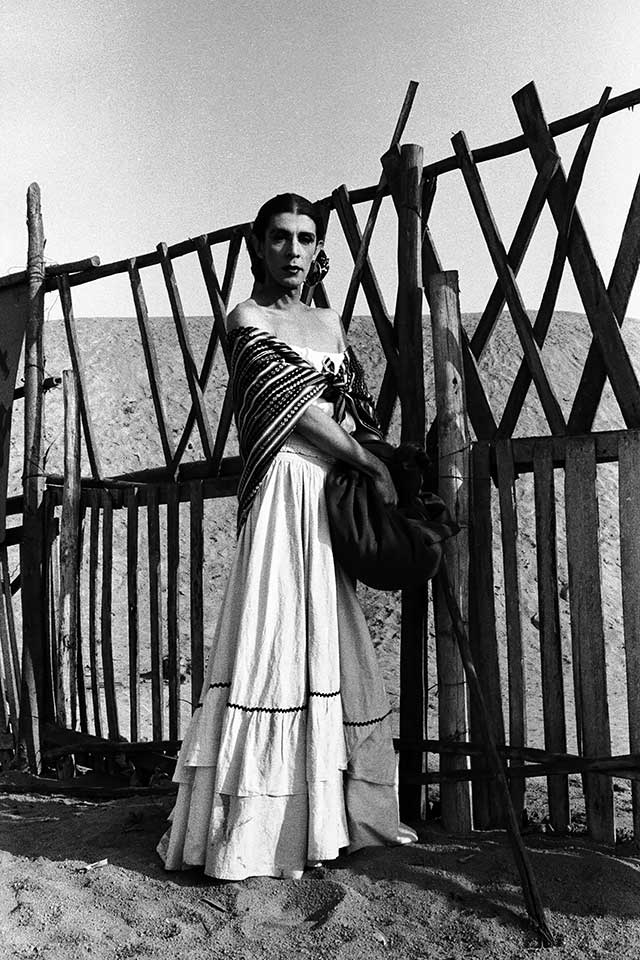
Detrás de cámaras de Javier Temple como "La Refugiada", 1994

La película se exhibió en círculos alternativos en la década de 1990. La propuesta inicial consistía en desarrollar un piloto para un programa semanal en el que se Anastasha entrevistaría a diversas personalidades. Anastasha encarnaría a la gran diva del cine nacional que nunca existió. Se produjeron escenas cinematográficas y trailers como parte del proyecto. Con ese material, Fortunic y Ponce construyeron el falso documental.
Fue presentada en dos ocasiones en el Festival de Cine de Lima y fue incluida en el proyecto Micromuseo "Al fondo hay sitio" del historiador del arte Gustavo Buntinx. Según Buntinx, esta película es valorada actualmente como un logro excepcional en el uso del pastiche, la parodia, la apropiación y el montaje, consolidándose como una obra casi mítica que inauguró ciertos aspectos del (post)modernismo peruano. En 8 de agosto de 2023, Javier Ponce Gambirazio compartió la película completa y restaurada en su canal de YouTube. 

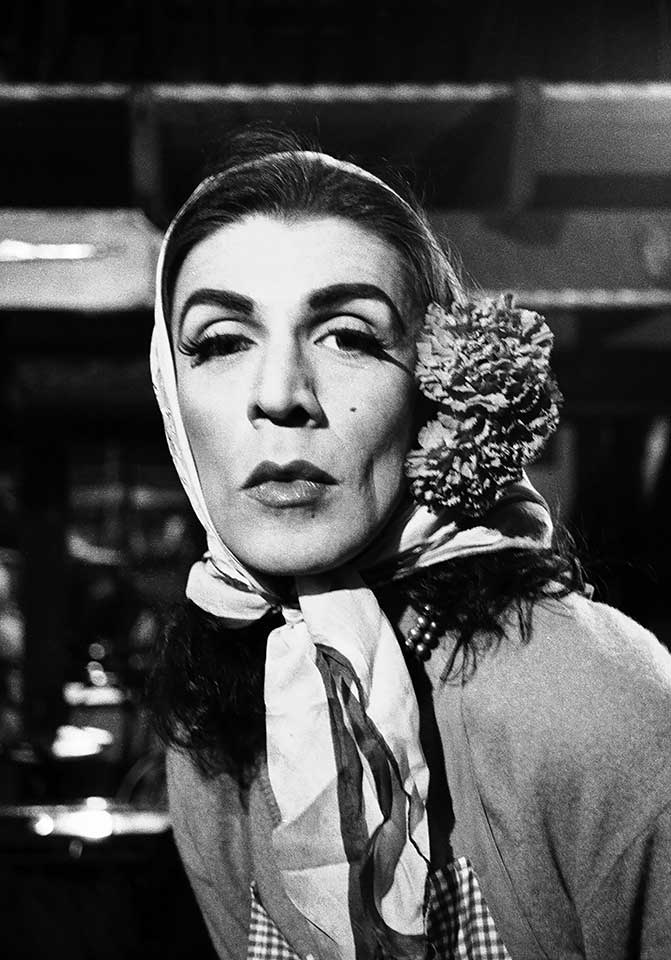
Retrato de Javier Temple como "La Florista", 1994

El 28 de junio de 2024, se llevó a cabo un homenaje a Javier Temple por los treinta años de la película, en la gala inaugural de la 21 edición del OUTFEST - Festival Internacional de cine LGBT+ de Lima, en el Centro Cultural de España en Perú. La presentación estuvo a cargo de Javier Ponce y Antonio Fortunic.
Meses después, el 22 de octubre de mismo año, en la Alianza Francesa de Lima, se presentó el libro Anastasha. Treinta años de una película de culto 1994-2024 (Antonio Fortunic, Javier Ponce, Laura Batticani), editado por Javier Ponce, donde se cuenta el origen de la película, la idea original, la realización, producción, y las relaciones entre los integrantes del proyecto. En el volumen conmemorativo aparecen artículos de Hernán Migoya, Mario Bellatín, Francisco Lombardi, Juan Bonilla, Bárbara Panse, Diego Galdos, Giancarlo Mori, Christian Plascencia, Lucas Cornejo Pásara, Magally Alegre Henderson, Marina García Burgos y Juan Villanueva García.